# بريان سيلفا
بريان سيلفا (بالإسبانية: Bryan Silva)‏ (6 فبراير 1999 في المكسيك - ) هو لاعب كرة قدم مكسيكي في مركز الهجوم.

## وصلات خارجية
- بريان سيلفا على موقع قاعدة بيانات كرة القدم.إي يو (الإنجليزية)